# Liste von Rebsorten/P
Legende, Erläuterungen und Quellen: Siehe Hauptartikel!
Hinweise zu Änderungen bzw. Ergänzungen siehe Diskussion.
| Rebsorte - wichtige Synonyme | VIVC | Bild | Verw.   | H.  | Spe.   | Abstammung                                                                               | Zü.J. | ha 2016 | Anbauländer |
| --- | ---- | ---- | ------- | --- | ------ | ---------------------------------------------------------------------------------------- | ----- | ------- | --- |
| Padeiro |      |      | RWT     | PRT | V.Vi.  | Heben × Vinhao                                                                           |       | 88      | Portugal |
| Paga Debiti - Biancona, Biancone, Biancone di Portoferraio, Corcesco |      |      | WWT     | ITA | V.Vi.  |                                                                                          |       |         | Korsika |
| País - Negra Corriente, Pais, Printanier Rouge, Uva del Pais, Uva Pais, Mission, Pais, Moscatel Negra, Moscatel Negro, Criolla Chica |      |      | RWT     | ESP | V.Vi.  |                                                                                          |       |         | Chile, Mexiko |
| Palas |      |      | RWT     | DEU | V.Vi.  | Blaufränkisch × Teinturier                                                               | 1968  | 7       | Deutschland |
| Palatina |      |      | TT      | HUN | I. C.  | Villard Blanc × Königin der Weingärten                                                   | 1966  | 3       | Ungarn |
| Palava |      |      | WWT     | CZE | V.Vi.  | Traminer × Müller-Thurgau                                                                | 1953  | 230     | Tschechien, Slowakei |
| Pallagrello Bianco - Coda di Volpe Bianca |      |      | WWT     | ITA | V.Vi.  |                                                                                          |       | 587     | Italien |
| Pallagrello Bianco |      |      | WWT     | ITA | V.Vi.  |                                                                                          |       | 55      | Italien |
| Pallagrello Nero - Pallagrello |      |      | RWT     | ITA | V.Vi.  |                                                                                          |       | 169     | Italien |
| Palomino de Jerez |      |      | WWT     | ESP | V.Vi.  |                                                                                          |       |         | Spanien |
| Palomino Fino - Jerez, Albán, Albar, Jerez Fina, Listán (FR), Listán de Jerez (fr), Listán blanco, Palomino Fino, White French (ZA), Xeres |      |      | WWT, TT | ESP | V.Vi.  |                                                                                          |       | 23.190  | Spanien, Frankreich, Portugal, USA, Argentinien, Südafrika, Mexiko, Neuseeland |
| Pamid - Rosioara, Piros Szlanka, Pamitis |      |      | RWT     | BGR | V.Vi.  |                                                                                          |       | 9.961   | Ungarn, Rumänien, Griechenland, Bulgarien |
| Pampanaro |      |      | WWT     |     | V.Vi.  |                                                                                          |       | 1       | Italien |
| Pampanuto - Pampanino, Pampanuto di Terlizzi |      |      | WWT     | ITA | V.Vi.  |                                                                                          |       | 33      | Italien |
| Pannon Frankos |      |      | RWT     | HUN | I. C.  | [(Vitis Amurensis × Vitis Vinifera) × (Vitis Amurensis × Vitis Vinifera)] × Irsai Oliver | 1965  | 12      | Ungarn |
| Panse Valenciano - Panse Valenciana |      |      | WWT     | ESP | V.Vi.  |                                                                                          |       | 1       | Spanien |
| Paolina |      |      | WWT     | ITA | V.Vi.  |                                                                                          |       | 0       | Italien |
| Papaskarasi - Papazkarasi |      |      | RWT     | TUR | V.Vi.  | Alba Imputotato Prokupac                                                                 |       | 204     | Türkei |
| Pardillo - Marisancho |      |      | WWT     | ESP | V.Vi.  |                                                                                          |       | 3.283   | Spanien |
| Pardina - Pirovano 130, Marisancho |      |      | WWT, TT | ITA | V.Vi.  | Black Monukka × Citronelle                                                               | 1923  |         | |
| Parellada - Parellada Blanc, Perelada, Perellada |      |      | WWT     | ESP | V.Vi.  |                                                                                          |       | 7.137   | Spanien |
| Parraleta - Tinta Da Lameira, Tinta Do Lameiro, Tinta Lameira, Tinta Murteira, Caricagiola, Pau Ferro, Tinta Caiada, Tinta Lameira, Bonvedro, Carcajolo Noir |      |      | RWT     | ESP | V.Vi.  |                                                                                          |       | 212     | Spanien, Frankreich, Portugal, Italien |
| Parreira Matias |      |      | RWT     | PRT | V.Vi.  |                                                                                          |       | 1       | Portugal |
| Pascal Blanc - Pascaou Blanc, Plant Pascal, Plant Pascolu, Pascal |      |      | WWT     | FRA | V.Vi.  |                                                                                          |       | 0       | Frankreich |
| Pascal Noir - Pascale, Pascal |      |      | RWT     | FRA | V.Vi.  |                                                                                          |       |         | Frankreich, Italien |
| Pascale di Cagliari - Nieddu Mannu |      |      | RWT     | ITA | V.Vi.  | Heben × Monastrell                                                                       |       |         | |
| Passau |      |      | RWT     | ITA | V.Vi.  | Dolcetto × Chatus                                                                        | 1936  | 5       | Italien |
| Korinthiaki Lefki - Corinto Nero, Corinto, Currant, Black Corinth |      |      | WWT, TT | GRC | V.Vi.  |                                                                                          |       | 894     | Italien |
| Patagonia |      |      | TT      |     |        | Sultanina × Beba                                                                         |       | 24      | Argentinien |
| Patorra |      |      | RWT     | PRT | V.Vi.  |                                                                                          |       | 10      | Portugal |
| Patria |      |      | WWT     | HUN | V.Vi.  | Welschriesling × Gewuüztraminer                                                          | 1980  | 5       | Ungarn |
| Patricia |      |      | TT      | CAN | I. C.  |                                                                                          |       | 1       | Brasilien |
| Pavana |      |      | RWT     | ITA | V.Vi.  |                                                                                          |       | 20      | Italien |
| Pe Comprido |      |      | WWT     | PRT | V.Vi.  |                                                                                          |       | 1       | Portugal |
| Pecorello |      |      | RWT     | ITA | V.Vi.  |                                                                                          |       | 34      | Italien |
| Pecorino - Uvina |      |      | WWT     | ITA | V.Vi.  |                                                                                          |       | 1.742   | Peru, Italien |
| Pecsi Szagos - Zold Szagos |      |      | WWT     | HUN | V.Vi.  | Coarna Alba × Gelber Muskateller                                                         |       | 1       | Ungarn |
| Pedral - Alvarinho Tinto, Cainho, Cainho Dos Milagres, Cainho Espagnol |      |      | RWT     | ESP | V.Vi.  |                                                                                          |       | 80      | Spanien, Portugal |
| Pedro Gimenez |      |      | WWT     |     |        | Listan Prieto × Muscat of Alexandria                                                     |       | 15.576  | Chile, Argentinien |
| Pedro Ximenes - Ximénez, Jimenez, Ximénès, Pedro, Pedro Giménez |      |      | WWT     | ESP | V.Vi.  | Heben × ?                                                                                |       | 8.810   | Spanien, Peru, Portugal, Argentinien, Uruguay |
| Pelaverga di Verduno - Pelaverga Piccolo |      |      | RWT     | ITA | V.Vi.  |                                                                                          |       | 6       | Italien |
| Pelaverga - Caleura, Calora, Cari, Cario |      |      | RWT, TT | ITA | V.Vi.  |                                                                                          |       | 46      | Italien |
| Peloursin |      |      | RWT     | FRA | V.Vi.  |                                                                                          |       |         | |
| Pelso |      |      | WWT     | HUN |        | Olasz Rizling × Ezerjo × Olasz Rizling × Szuerkebarat                                    | 1978  | 1       | Ungarn |
| Pepella |      |      | WWT     | ITA | V.Vi.  |                                                                                          |       | 0       | Italien |
| Pephtalmo - Ofthalmo |      |      | RWT, TT | CYP | V.Vi.  |                                                                                          |       | 141     | Zypern |
| Perdea |      |      | WWT     | FRA | V.Vi.  | Raffiat de Moncade × Chardonnay Blanc                                                    | 1954  | 2       | Frankreich |
| Perera Verde - Perera |      |      | WWT     |     | V.Vi.  |                                                                                          |       | 4       | Italien |
| Perigo |      |      | WWT     | PRT |        |                                                                                          |       | 4       | Portugal |
| Periquita - Castelao, Periquita, Bastardo Castico, Periquita, Casteloa |      |      | RWT     | PRT | V.Vi.  | Cayetana Blanca × Alfrocheiro                                                            |       | 20315   | Portugal |
| Perla dei Vivi |      |      | RWT     | ITA | V.Vi.  |                                                                                          |       | 1       | Italien |
| Perlaut |      |      | WWT, TT | FRA | V.Vi.  | Cinsaut × Csaba Gyoengye                                                                 | 1956  | 1       | Frankreich |
| Perle von Alzey - Alzey 3951, Az 39-51, Perle, Perlet Von Alzey |      |      | WWT     | DEU | V.Vi.  | Gewürztraminer × Müller-Thurgau                                                          | 1927  | 18      | Deutschland, Vereinigtes Königreich |
| Perlette - California 1253 F 21, Perlet, Perleta, Perletta, Szertendrei Magvatlon |      |      | TT, RT  | USA | V.Vi.  | Königin der Weingärten × Sultanina                                                       | 1936  | 2       | Spanien, Peru, Frankreich |
| Perlona "* I.P. 54, Muscat Perlona, Pirovano 54, " |      |      | TT      | ITA | V.Vi.  | Bicane × Muscat Hamburg                                                                  | 1911  |         | |
| Perlriesling - Perlriesling, Gyongyrizling, Merengoe 2 |      |      | WWT     | HUN | V.Vi.  | Riesling × Csaba Gyoengye                                                                |       |         | Ungarn |
| Perricone - Cattarato Rouge, Guarnaccia Nera |      |      | RWT     | ITA | V.Vi.  |                                                                                          |       | 80      | Italien |
| Perruno - Royal |      |      | WWT     | ESP | V.Vi.  |                                                                                          |       | 745     | Spanien |
| Persan - Persan Noir, Petit Becquet, Posse de Chevre, Pousse de Chevre, Becuet |      |      | RWT     | FRA | V.Vi.  |                                                                                          |       | 12      | Frankreich, Italien |
| Pervenets Magaracha - Pervenec Magaracha, Pervenets Of Magarach, Early Magaratch, Magaracha"S Firstborn |      |      | WWT     | UKR | I. C.  | Rkatsiteli × Magarach 2-57-72                                                            | 1966  | 2.755   | Ukraine, Russische Föderation |
| Pervomaiskii - Pervomaisky, Pervenec Magaracha, Pervenets Of Magarach, Early Magaratch, Magaracha"S Firstborn |      |      | RWT, TT | UZB | V.Vi.  | Teinturier × Aleatico                                                                    | 1935  | 64      | Moldawien |
| Petit Rouge - Humagne Rouge, Oriou |      |      | RWT     | ITA | V.Vi.  |                                                                                          |       | 68      | Italien |
| Petit Verdot - Petit Verdot Faux, Bouton Blanc, Carmelin, Héran, Lambrusquet, Verdot |      |      | RWT     | FRA | V.Vi.  | Plant de Dubosc 2 × Verdot Petit                                                         |       | 8.124   | Anbauländer Spanien, Chile, Ungarn, Frankreich, Brasilien, Portugal, Italien, Türkei, USA, Argentinien, Uruguay, Südafrika, Burma, Australien, Kanada, Neuseeland |
| Peurion - Blanc de Villemoyenne, Blanc Pinot Co Doux, Gueuchette Blanc, Verdot |      |      | WWT     | FRA | V.Vi.  | Heunisch Weiss × Pinot                                                                   |       |         | Frankreich |
| Pexem |      |      | RWT     | PRT | V.Vi.  |                                                                                          |       |         | Portugal |
| Phönix |      |      | WWT     | DEU | V.Vi.  | Bacchus Weiss × Villard Blanc                                                            | 1964  | 46      | Deutschland, Vereinigtes Königreich |
| Picapoll Blanco |      |      | WWT, TT | ESP | V.Vi.  |                                                                                          |       | 40      | Spanien |
| Piccola Nera |      |      | RWT     | ITA | V.Vi.  |                                                                                          |       | 6       | Italien |
| Picolit Bianco - Picolit Bianco |      |      | WWT     | ITA | V.Vi.  |                                                                                          |       | 121     | Italien |
| Picolit Nero - Piculit Neri |      |      | RWT     | ITA | V.Vi.  |                                                                                          |       | 8       | Italien |
| Piedirosso - Palombina, Palombina Nera |      |      | RWT     | ITA | V.Vi.  |                                                                                          |       | 593     | Italien |
| Pignola Valtellinese - Pignola |      |      | RWT     | ITA | V.Vi.  |                                                                                          |       | 28      | Italien |
| Pignoletto |      |      | WWT     | ITA | V.Vi.  |                                                                                          |       | 1.174   | Italien |
| Pignolo |      |      | RWT     | ITA | V.Vi.  |                                                                                          |       | 50      | Italien |
| Pineau d’Aunis - Aunis, Brune Noir, Chenin Noir, Cot A Bourgeon Blanc, Cot A Queue Rouge, Gros Veronais, Kek Chenin |      |      | RWT     | FRA | V.Vi.  |                                                                                          |       | 413     | Frankreich |
| Pinella / Pinello (?) - Mattozza, Pinela, Pinola, Vipavka |      |      | WWT     | ITA | V.Vi.  |                                                                                          |       | 128     | Italien |
| Pinot Blanc (=Weißburgunder) - Arbst Weiß, Arnaison Blanc, Arnoison, Auvernas, Auvernat, Burgundske Biele, Chardenay, Chardenet, Clevner, Weißburgunder, Weißclevner, Weißklevner, Pinot Bianco, Pinot Blanco, Weißer Burgunder(At, De), Beli Pinot, Rulandske Bile, Pinot White, Pinot Bijeli |      |      | WWT     | FRA | V.Vi.  |                                                                                          |       | 13.779  | Anbauländer Chile, Deutschland, Ungarn, Vereinigtes Königreich, Moldawien, Ukraine, Rumänien, Frankreich, Russische Föderation, Georgien, Schweiz, Brasilien, Portugal, Italien, USA, Argentinien, Uruguay, Südafrika, Österreich, Kanada, China, Kroatien, Tschechien, Luxemburg, Neuseeland, Slowakei, Slowenien                                                   |
| Pinot Gris (=Grauburgunder) - Grauburgunder, Grauer Burgunder, Pinot Grigio, Ruländer |      |      | WWT     | FRA | V.Vi.  |                                                                                          |       | 48.570  | Anbauländer Italien, USA, Deutschland, Australien, Frankreich, Moldawien, Ungarn, Neuseeland, Rumänien, Tschechien, Ukraine, Kanada, Slowenien, Argentinien, Südafrika, Kroatien, Schweiz, Österreich, Österreich, Luxemburg, Chile, Russische Föderation, Uruguay, Vereinigtes Königreich, Brasilien, Portugal, China                                               |
| Pinot Liébault - Plant Liebault |      |      | RWT     | FRA | V.Vi.  | Mutation aus Pinot Noir                                                                  | 1810  |         | Frankreich |
| Pinot Meunier (=Müllerrebe) - Blanc Meunier, Feuille Blanche, Müllerrebe, Müllertraube, Müllerweib, Munier, Munier Grape, Riesling Noir, Sarpinet, Schwarzblaue Müllerrebe, Schwarzer Riesling, Trézillon, Wrotham Pinot                                                                       |      |      | RWT     | FRA | V.Vi.  |                                                                                          |       | 14.695  | Spanien, Deutschland, Vereinigtes Königreich, Frankreich, Italien, USA, Argentinien, Südafrika, Kanada, Neuseeland |
| Pinot Noir (=Spätburgunder) - Blauer Spätburgunder, Blauer Burgunder, Aprofekete, Arbst, Arbst Blau, Arbst Blauer, Blauburgunder, Blauer Claevner, Blauer Clevner, Blauer Klaevner, Blauer Klevner, Blauer Nürnberger, Blauer Rischling,                                                       |      |      | RWT     | FRA | V.Vi.  |                                                                                          |       | 105.480 | Anbauländer Spanien, Peru, Chile, Deutschland, Ungarn, Vereinigtes Königreich, Moldawien, Ukraine, Rumänien, Frankreich, Russische Föderation, Kasachstan, Schweiz, Brasilien, Portugal, Algerien, Italien, Türkei, USA, Argentinien, Uruguay, Südafrika, Burma, Australien, Österreich, Kanada, China, Kroatien, Tschechien, Japan, Luxemburg, Neuseeland, Thailand |
| Pinot Precoce Noir (=Frühburgunder) - Frühburgunder, Augsttraube, Augustiner Blau, Augustclevner |      |      | RWT, TT | FRA | V.Vi.  |                                                                                          |       | 251     | Deutschland, Vereinigtes Königreich |
| Pinot nova |      |      | RWT     | AUT | V.Vi.  | Blauer Burgunder × Malverina                                                             | 1990  |         | |
| Pinotage |      |      | RWT     | ZAF | V.Vi.  | Cinsaut × Pinot Noir                                                                     | 1925  | 7.132   | Brasilien, USA, Südafrika, Kanada, Neuseeland |
| Pinotin - Valentin Blattner 91-26-19 |      |      | RWT     | DEU | I. C.  | Pinot Noir × pilzresistente Sorte                                                        | 1991  | 0       | Deutschland, Schweiz |
| Piquepoul Blanc - Avello, Avillo, Extra, Feher Piquepoul, Languedocien, Picapoll, Picapolla, Picapulla, Picpoul |      |      | WWT     | FRA | V.Vi.  |                                                                                          |       | 1.565   | Frankreich |
| Piquepoul Bouschet |      |      | RWT     | FRA | V.Vi.  | Piquepoul × Bouschet Petit                                                               |       |         | |
| Piquepoul Gris - Avillo, Languedocien, Picapulla, Picpoul |      |      | WWT     | FRA | V.Vi.  |                                                                                          |       | 2       | Frankreich |
| Piquepoul Noir - Avillo, Kek Piquepoul, Languedocien, Pical, Picapoll Negro |      |      | RWT     | FRA | V.Vi.  |                                                                                          |       | 69      | Spanien, Frankreich, Portugal |
| Plant Droit - Espanenc |      |      | RWT     | FRA | V.Vi.  |                                                                                          |       | 19      | Frankreich |
| Plant Robert - Bargogna, Beaujolais, Beuna di Susa, Gamay Beaujolais, Gamay, Gamay Precoce, Plant Robert, Gamay de Saint Romain |      |      | RWT     | FRA | V.Vi.  | Pinot × Heunisch Weiss                                                                   |       |         | Schweiz |
| Planta Mula |      |      | RWT, TT | ESP | V.Vi.  |                                                                                          |       | 11      | Spanien |
| Planta Nova - Alvarelhao Branco |      |      | WWT, TT | ESP | V.Vi.  | Rojal Tinta × Heptakilo                                                                  |       | 888     | Spanien, Portugal |
| Plantet - Seibel 5455 |      |      | RWT     | FRA | I. C.  | Seibel 4461 × Vitis Berlandieri Planchon                                                 |       | 420     | Frankreich |
| Plassa |      |      | RWT     | ITA | V.Vi.  |                                                                                          |       | 86      | Italien |
| Plavac Mali - Babic, Babic Kasteljenac, Crljena, Crljenac, Crljenak, Crna, Crnac, Crnjak, Plavac Mali Crni |      |      | RWT     | YUG | V.Vi.  | Primitivo × Dobricic                                                                     |       | 1.714   | Kroatien |
| Plavay - Rumeni Plavec |      |      | WWT     | MDA | V.Vi.  | Beala Debela × Iordan                                                                    |       | 152     | Rumänien, Slowenien |
| Plavina Bijela - Plavina, Plavina Crna |      |      | WWT     | YUG | V.Vi.  |                                                                                          |       | 683     | Kroatien |
| Podarok Magaracha - Podarok Oof Magarach, Magarachas Gift |      |      | WWT     | UKR | I. C.  | Rkatsiteli × Magarach 2-57-72                                                            | 1966  | 292     | Ukraine, Russische Föderation |
| Pollera Nera - Corlaga, Palera, Polera, Pollara Nera, Pollora Nera |      |      | RWT     | ITA | V.Vi.  |                                                                                          |       | 32      | Italien |
| Pölöeske Muskotaly - Pölöskei Muskat, Poloskei Muskotaly |      |      | WWT, TT | HUN | I. C.  | Zala Gyoengye × Gloria Hungariae × Erzsebet Kiralyne Emleke                              | 1967  | 207     | Ungarn |
| Portan - Inra 1508–1525 |      |      | RWT     | FRA | V.Vi.  | Garnacha Tinta × Portugieser Blau                                                        | 1958  | 256     | Frankreich |
| Portland |      |      | TT      | USA | V. La. | Champion × Lutie                                                                         | 1912  | 39      | Japan |
| Portugieser Blau - Blauer Portugieser, Português azul |      |      | RWT, TT | SLO | V.Vi.  | Blaue Zimmettraube × Grüner Silvaner                                                     |       | 6.590   | Chile, Deutschland, Ungarn, Rumänien, Frankreich, Portugal, Italien, Österreich, Kroatien, Tschechien, Slowakei |
| Portugieser Grau - Portugieser Gris |      |      | WWT     | AUT | V.Vi.  |                                                                                          |       |         | Österreich |
| Portugieser Grün |      |      | WWT     | AUT | V.Vi.  |                                                                                          |       |         | Österreich |
| Portugieser Rot - Roter Portugieser, Portugais Rose, Portugais Rouge, Portugalske Cervene, Portugalske Cervene |      |      | WWT     | AUT | V.Vi.  |                                                                                          |       |         | Österreich, Deutschland |
| Pošip Bjeli - Pošip, Posip |      |      | WWT     | YUG | V.Vi.  | Zlatarica × Bratkovina Bijela                                                            |       | 252     | Kroatien |
| Poulsard Blanc |      |      | WWT     | FRA | V.Vi.  |                                                                                          |       | 0,03    | Frankreich |
| Poulsard Noir - Poulsard, Belossard, Blussart, Cornelle, Drille-De-Coq |      |      | RWT     | FRA | V.Vi.  |                                                                                          |       | 307     | Frankreich |
| Pozsonyi - Pozsonyi Feher |      |      | WWT     | HUN | V.Vi.  |                                                                                          |       | 10      | Ungarn |
| Praca |      |      | WWT     | PRT | V.Vi.  |                                                                                          |       | 169     | Portugal |
| Prairie Star |      |      | WWT     | USA | I. C.  | Elmer Swenson 2- 7- 13 × Alpenglow                                                       |       | 23      | USA |
| Prëmetta |      |      | RWT     | ITA | V.Vi.  |                                                                                          |       |         | |
| Prensal - Prensal |      |      | WWT     | ESP | V.Vi.  |                                                                                          |       | 129     | Spanien |
| Preto Cardana |      |      | RWT     | PRT | V.Vi.  |                                                                                          |       | 5       | Portugal |
| Preto Martinho - Amostrinha, Amostrinha |      |      | RWT     | PRT | V.Vi.  | Marufo × Carrega Tinto                                                                   |       | 163     | Portugal |
| Prieto Picudo - Prieto Picudo Tinto |      |      | RWT     | ESP | V.Vi.  |                                                                                          |       | 4293    | Spanien |
| Prima |      |      | TT      | RUS | I. C.  | Niagara                                                                                  |       | 81      | Frankreich |
| Primavera |      |      | RWT     | PRT | V.Vi.  | Castelao × Alicante Henri Bouschet                                                       |       | 39      | Portugal |
| Primera - Geisenheim 341 58 |      |      | WWT     | DEU | V.Vi.  | [(Silvaner × Riesling) × (Riesling × Silvaner)] × ?                                      | 1952  |         | Deutschland |
| Primetta - Prëmetta, Primetta, Prié Rouge |      |      | RWT     | ITA | V.Vi.  |                                                                                          |       | 14      | Italien |
| Primitivo - Zinfandel, Cjutiitza, Crljenak Crni, Crljenak Kastelanski, Crnii Krstacha, Prie Rouge |      |      | RWT     | HRV | V.Vi.  |                                                                                          |       | 33.649  | Anbauländer Chile, Rumänien, Frankreich, Brasilien, Tunesien, Italien, USA, Argentinien, Südafrika, Australien, Kanada, Kroatien, Neuseeland |
| Primus - Pirovano 7, Prie Rouge |      |      | TT      | ITA | I. C.  | Madeleine Royale × Ferdinand de Lesseps                                                  | 1901  |         | |
| Prinzipal - Geisenheim 7116-26, Prie Rouge |      |      | WWT     | DEU | V.Vi.  | Geisenheim 323- 58 × Ehrenfelser                                                         | 1971  | 2       | Deutschland |
| Prior - Prie Rouge |      |      | RWT     | DEU | V.Vi.  | Freiburg 4- 61 × Freiburg 236- 75 R                                                      | 1987  | 14      | |
| Prokupac - Crnka, Darchin, Kamenicarka, Kamenicharka, Kamenilarka, Kamenitscharka, Majski Cornii, Negotinsko Crno, Nichevka, Nikodimka |      |      | RWT     | SRB | V.Vi.  |                                                                                          |       | 1.361   | Serbien |
| Promissao |      |      | WWT     | PRT | V.Vi.  |                                                                                          |       | 3       | Portugal |
| Prunelard - Prunelart |      |      | RWT     | FRA | V.Vi.  |                                                                                          |       | 19      | Frankreich |
| Prunesta |      |      | RWT, TT | ITA | V.Vi.  |                                                                                          |       | 31      | Italien |
| Pugnitello |      |      | RWT     |     | V.Vi.  |                                                                                          |       | 15      | Italien |